# La Jalousie
Die Jalousie oder Die Eifersucht ist ein Roman des französischen Autors Alain Robbe-Grillet. Erschienen 1957, stellt Die Jalousie oder Die Eifersucht ein Hauptwerk des Nouveau Roman dar. Der französische Originaltitel La Jalousie wird auf Deutsch in seinen zwei Bedeutungen von (Fenster-)Jalousie und Eifersucht übersetzt. Diese Doppelbedeutung spiegelt sich in der Handlung wider.

## Zusammenfassung der Handlung
Eine Handlung im eigentlichen Sinn liegt nicht vor. Vielmehr werden mentale Prozesse wie Erinnerungen, Träume, Vorstellungen und Halluzinationen abgebildet. Die Schilderungen stehen unverbunden nebeneinander.
Ort der Erzählung ist eine tropische Bananenplantage. Der Plantagenbesitzer glaubt, dass seine Frau A… ihn mit einem benachbarten Plantagenbesitzer, Franck, betrügt. In seiner Eifersucht beobachtet er seine Frau bei jeder ihrer alltäglichen Handlungen, wie Briefe schreiben, sich die Haare kämmen und einen Roman lesen. Franck kommt oft zum Essen zu Besuch, wird jedoch nie von seiner Ehefrau Christiane begleitet. Eines Tages planen A… und Franck einen gemeinsamen Tagesausflug in die entfernte Hafenstadt. Franck will sich nach neuen Lastwagen erkundigen und A… einige Besorgungen erledigen.

## Textanalyse

### Ein Werk des Nouveau Roman
In „Warum und für wen ich schreibe“ erklärt Robbe-Grillet deutlich seine Absichten und was seine Werke von den traditionellen Romanen unterscheidet. „L’engagement pour l’écrivain, c’est la pleine conscience des problèmes actuels de son propre langage, la conviction de leur extrême importance, la volonté de les résoudre de l’intérieur.“ ("Engagement bedeutet für den Schriftsteller das volle Bewusstsein der gegenwärtigen Probleme seiner eigenen Sprache, die Überzeugtheit von ihrer extremen Wichtigkeit, der Wille sie von innen heraus zu lösen.") Der Nouveau Roman ist eine neue Romanform, die auf die geänderten gesellschaftlichen Zustände der modernen Welt (besonders nach den Erfahrungen des Zweiten Weltkriegs) mit geänderter Literatur eingeht. Robbe-Grillet drückt die „unüberbrückbare Fremdheit zwischen Dingwelt und Mensch“ (B. Dauer) durch die Merkmale Lückenhaftigkeit, Fragmentierung und Widersprüchlichkeit aus. Die einzelnen Erzählbestandteile werden nicht kausal oder chronologisch verknüpft, sondern stehen nebeneinander; ihre Verbindung – sofern es eine gibt – bleibt oft unklar.
Im Vergleich zum traditionellen Roman fehlt Robbe-Grillets Werk ein konkreter Aufbau; eine Handlung; eine Figurenentwicklung in jeglichem Sinn; zeitliche und inhaltliche Kontinuität (für den französischen Originaltext ist außerdem die Verwendung des passé composé statt des passé simple wichtig). Die Erzählung setzt sich aus Gesehenem, Erinnerungen, Halluzinationen und Träumen zusammen.

### Erzählperspektive
Erzählt wird aus der Perspektive des Ehemannes. Seinen Namen erfährt der Leser nicht. Dass es sich um den Ehemann handelt, wird erst im Verlauf der Erzählung durch einige Hinweise im Text deutlich (zum Beispiel ein drittes Gedeck beim Essen, obwohl nur A… und Franck genannt werden). Er selbst wird inhaltlich nicht erwähnt. Handlungen, die dem Ehemann zuzuschreiben sind, werden nicht oder entpersonalisiert geschildert, so als würden sie sich von selbst vollziehen (Körperteile wie Hände, die nur dem Erzähler gehören können, befühlen Oberflächen). Auch grammatisch, etwa durch Pronomen, tritt er nicht in Erscheinung. Häufig wird das neutrale „man“ verwendet. Einige Forscher vertreten deshalb die Meinung, dass der Erzähler nicht als Person existiert, sondern, so G. Zeltner, als „Hohlraum“. Robbe-Grillet selbst hat aber unmissverständlich klargemacht, dass der Erzähler eine in die Handlung verwickelte Person ist. Wenn auch nichts über diese Person bekannt ist, so reiche doch das häufig vorkommende „nun“ („maintenant“) für die Verankerung aus. Denn nur eine Person, die an der Erzählung teilnimmt, könne Schilderungen mit „nun“ einleiten. Eine außenstehende Person oder ein unbeteiligter Erzähler könne dies nicht (Robbe-Grillet 1987).
Bernd Dauer (1976) konstatiert, dass der unsichtbare Erzähler, den auch Robbe-Grillet als „narrateur invisible“ bezeichnet, viele versteckte Handlungen vollzieht und deshalb mehr als ein von Dingen umgrenzter Hohlraum sein muss: Er bewegt sich durch das Haus, nimmt teil an Essen und Konversationen mit Franck und A…, öffnet Türen, Schubladen etc. Indirekt wird seine Anwesenheit durch Änderung der Blickrichtung nachgewiesen. Wenn der Beobachtende auf A…s Blick trifft, so sieht er weg und fängt plötzlich ein anderes Bild ein. Viele Forscher bezeichnen den Erzähler wegen der regelrechten Bilder, die er von seiner Umgebung liefert, auch als caméra-mari (deutsch: Kamera-Ehemann).

### Inhaltliche Interpretation

#### Eifersucht
Es gibt zwei größere Themenbereiche in Die Jalousie oder Die Eifersucht. Die Vordergrundhandlung zeigt sich bereits im Titel: Eifersucht. Ein eifersüchtiger Ehemann, der vermutet, dass seine Ehefrau mit dem Nachbarn und Besucher Ehebruch begeht. Um sich seiner Vermutung sicher sein zu können, sucht er Beweise. Er beobachtet also seine Ehefrau und alles um sie herum genau. Dazu inventarisiert er jede ihrer Bewegungen, analysiert, inwiefern sie sich in einem normalen Rahmen bewegen oder von Gewohnheiten abweichen. Selten betrachtet oder erinnert der Erzähler andere Dinge statt seiner Frau. In diesen Momenten erfährt der Leser zum Beispiel etwas über die Plantage oder über Arbeiter am Fluss. Die Fensterjalousien erfüllen dabei die Funktion, dass der Erzähler durch sie hindurch A… unbemerkt beobachten kann. Der Neigungsgrad der nach Süden gehenden Jalousien verändert sich im Tagesverlauf, so dass sich auch der Ausschnitt ändert, den der Erzähler durch sie sehen kann. Die Jalousien liefern immer nur Ausschnitte des Geschehens, nie eine umfassende Sicht. Die Geometrisierung der Objekte ist der Versuch des Erzählers, Ordnung und Sicherheit wiederherzustellen.
Ein besonderes Gewicht kommt der Episode des Tausendfüßlers Scutigera zu. Bei einem gemeinsamen Mittagessen taucht ein solches Exemplar an der A… gegenüberliegenden Wand auf. A… ekelt sich vor diesen Tieren und erstarrt. Da der Ehemann ihr nicht zu helfen versucht und sich stattdessen noch über A…s Angst belustigt, greift Franck schließlich ein. Er steht auf und tötet den Tausendfüßler mit seiner Serviette. Zurück bleibt ein roter Fleck an der weißen Wand des Esszimmers. Diese Episode spielt der Erzähler insgesamt mehr als ein Dutzend Mal wieder durch. Dabei werden Details verändert. Sie erlauben einen Rückschluss auf den Grad der Eifersucht, denn Eifersuchtsattacken lösen diese Episoden aus. In einer nimmt das Tier monströse Ausmaße an, in einer anderen hat es lediglich Normalgröße. Schließlich halluziniert der Erzähler die Form des Tausendfüßlers in vielen anderen Dingen wie einer Eidechse und einem Soßenfleck. Als A… von ihrem Besuch in der Stadt über Nacht nicht zurückkehrt, versucht der Erzähler, diesen Schandfleck seines Versagens mit Radiergummi und Rasierklinge zu entfernen. Aber der Fleck bleibt in veränderter Form.

#### Das ParadigmaBlanc-Noir
Die Hintergrundhandlung besteht aus dem Aufbau eines gegensätzlichen Paradigmas Blanc-Noir (Weiß-Schwarz). Sie überdauert die Vordergrundhandlung: Nachdem der Erzähler zum einen keine Beweise für seinen Verdacht findet und zum anderen sich das Verhältnis zwischen A… und Franck nach dem Stadtbesuch abkühlt, bleibt vom ursprünglichen Geschehen, der Eifersucht, nichts mehr übrig.
Den Paradigmen Blanc-Noir kommt mehr Gewicht zu. Blanc, das ist die Welt der weißen Kolonialherren. Als Personen gehören dazu A…, Franck und der Ehemann. Letzterer kann als Kolonialist alten Schlages mit reaktionären Vorstellungen gelten. Franck unterscheidet sich in seiner Einstellung gegenüber den Eingeborenen (so spricht er den Schwarzen nicht grundsätzliches technisches Verständnis und Leistungsfähigkeit ab). A… ist ebenfalls liberaler eingestellt. Zum Blanc gehören alle Gegenstände, die künstlich hergestellt wurden und eine lineare oder rechteckige Form haben (Jalousien, Tischdecke, Schrank, Kommode, Fotorahmen, Autos, die jüngeren Anpflanzungen, Geländer). Dieses Paradigma umfasst die Farben Weiß, Blau und Gelb. A… und Franck tragen weiße Kleidung, Franck teilweise auch Gelb, Francks Limousine ist hellblau. Das Paradigma Noir ist die Welt der Eingeborenen, der Schwarzen. Es umfasst alle natürlichen Farben wie Rot, Braun, Grün und selbstverständlich die Farbe Schwarz. Seine Formen sind rund (Wasserkrug) oder kaum auszumachen. Die Nacht zählt ebenso dazu wie die nicht analysierbare Sprache und der Gesang der Eingeborenen. Die Objekte des Paradigma Noir sind nicht geometrisierbar oder inventarisierbar wie zum Beispiel die „die grüne Masse der Bananen“.
Interessant ist die Untersuchung A…s anhand dieser Paradigmen. Sie hat Merkmale beider Paradigmen (weiße Kleidung, artikulierte Sprache; schwarze, rot schimmernde Haare, Natürlichkeit). Die Forschung sieht in der Hintergrundhandlung einen politischen Aspekt der Erzählung. Darin wird der Untergang der Kolonialherrschaft interpretiert. Ganz allmählich weiten sich die Elemente des Noir aus: plötzliche, allumfassende Dunkelheit; bedrohliche Tierschreie; das Licht der Lampe lässt Geradliniges kreisförmig werden.
Zwar spricht sich Robbe-Grillet gegen einen symbolischen Gehalt seiner Literatur aus, jedoch lassen seine Werke und besonders auch Die Jalousie oder Die Eifersucht vielfältige Interpretation zu, was sich auch in einer reichhaltigen Sekundärliteratur äußert. Seine Darstellung in Bildern oder Bildausschnitten („école du regard“) findet in seiner späteren Arbeit als Regisseur noch mehr Ausdruck.